# Get Ya Mind Correct
Get Ya Mind Correct – debiutancki wspólny album amerykańskich raperów Paula Walla & Chamillionaire’a z The Color Changin’ Click, gdy obaj jeszcze byli w Paid In Full Entertainment. To nagranie umieściło Houston na mapie na undergroundowej scenie rap, gdyż udało się sprzedać ponad 150.000 egzemplarzy bez wsparcia wytwórni. Album został nawet nominowany do Indie Album of the Year magazynu The Source.

## lista utworów
1. "My Money Gets Jealous"
2. "N Luv Wit My Money"
3. "Thinkin' Thoed" (feat. Lew Hawk)
4. "Skit"
5. "Falsifying"
6. "U Owe Me"
7. "Skit"
8. "The Other Day"
9. "Game Over"
10. "I Wanna Get" (feat. Heather Nicole)
11. "Balla Talk II"
12. "Go Grind"
13. "Skit"
14. "Luv n My Life"
15. "U Already Know" (feat. 50/50 Twin)
16. "Play Dirty" (feat. 50/50 Twin)
17. "Outro"